# Guelma
Guelma là một đô thị thuộc tỉnh Guelma, Algérie. Dân số thời điểm năm 2002 là 110.461 người.

## Khí hậu
Guelma có khí hậu Địa Trung Hải (phân loại khí hậu Köppen Csa). Nhiệt độ trung bình hàng năm là 17,2 °C trong khi lượng mưa là khoảng 557 mm. 
| Dữ liệu khí hậu của Guelma              | Dữ liệu khí hậu của Guelma | Dữ liệu khí hậu của Guelma | Dữ liệu khí hậu của Guelma | Dữ liệu khí hậu của Guelma | Dữ liệu khí hậu của Guelma | Dữ liệu khí hậu của Guelma | Dữ liệu khí hậu của Guelma | Dữ liệu khí hậu của Guelma | Dữ liệu khí hậu của Guelma | Dữ liệu khí hậu của Guelma | Dữ liệu khí hậu của Guelma | Dữ liệu khí hậu của Guelma | Dữ liệu khí hậu của Guelma |
| Tháng                                   | 1                          | 2                          | 3                          | 4                          | 5                          | 6                          | 7                          | 8                          | 9                          | 10                         | 11                         | 12                         | Năm                        |
| --------------------------------------- | -------------------------- | -------------------------- | -------------------------- | -------------------------- | -------------------------- | -------------------------- | -------------------------- | -------------------------- | -------------------------- | -------------------------- | -------------------------- | -------------------------- | -------------------------- |
| Trung bình ngày tối đa °C (°F)          | 14.3 (57.7)                | 15.4 (59.7)                | 18.1 (64.6)                | 20.5 (68.9)                | 25.2 (77.4)                | 30.5 (86.9)                | 34.4 (93.9)                | 34.5 (94.1)                | 29.8 (85.6)                | 24.9 (76.8)                | 19.3 (66.7)                | 15.7 (60.3)                | 23.6 (74.4)                |
| Tối thiểu trung bình ngày °C (°F)       | 3.6 (38.5)                 | 4.6 (40.3)                 | 6.1 (43.0)                 | 8.0 (46.4)                 | 11.4 (52.5)                | 15.0 (59.0)                | 17.8 (64.0)                | 18.9 (66.0)                | 16.9 (62.4)                | 12.8 (55.0)                | 9.2 (48.6)                 | 5.8 (42.4)                 | 10.8 (51.5)                |
| Lượng Giáng thủy trung bình mm (inches) | 82 (3.2)                   | 60 (2.4)                   | 55 (2.2)                   | 44 (1.7)                   | 40 (1.6)                   | 25 (1.0)                   | 3 (0.1)                    | 12 (0.5)                   | 26 (1.0)                   | 49 (1.9)                   | 70 (2.8)                   | 91 (3.6)                   | 557 (21.9)                 |
| Nguồn: Weatherbase                      |                            |                            |                            |                            |                            |                            |                            |                            |                            |                            |                            |                            |                            |